# Bill Lennard
William Henry Lennard (Manchester, 21 juni 1934 - Heywood, 6 augustus 1996) was een Engels professionele dartsspeler die meedeed bij de evenementen van de British Darts Organisation.

## Carrière
Lennard speelde county darts voor Lancashire en er zijn enkele kleine countytoernooien die zijn naam gebruiken in memorial-toernooien. Hij had een succesvol jaar in 1976 door het winnen van de prestigieuze News of the World Darts Championship (vertegenwoordiger van de Cotton Tree Inn, Manchester), de British Matchplay en de Swedish Open. De BDO World Darts Championship begon pas twee jaar later. Lennard maakte zijn debuut op het kampioenschap in 1979, maar verloor zijn eerste ronde wedstrijd van Tony Clark met 0-2. Zijn beste resultaat op het WK kwam in 1980 toen hij de kwartfinales bereikte waarin hij werd verslagen door Tony Brown met 0-3. In 1981 werd Lennard weer verslagen door Tony Clark in de eerste ronde, dit keer met 1-2. Zijn laatste optreden op het WK was in 1982 toen hij werd verslagen door John Lowe in de eerste ronde met 0-2.
Lennard maakte deel uit van het Engelse team dat de WDF World Cup won in 1979.

## Resultaten Wereldkampioenschappen

### BDO
- 1979: Laatste 32 (verloren van Tony Clark met 0-2)
- 1980: Kwartfinale (verloren van Tony Brown met 0-3)
- 1981: Laatste 32 (verloren van Tony Clark met 1-2)
- 1982: Laatste 32 (verloren van John Lowe met 0-2)

### WDF
- 1979: Kwartfinale (verloren van Ceri Morgan)

## Gespeelde finales hoofdtoernooien
BDO 
| Resultaat | Nr. | Jaar | Kampioenschap                        | Tegenstander  | Score | Variant |
| Winnaar   | 1.  | 1976 | News of the World Darts Championship | Leighton Rees | 2 – 0 | Legs    |